# Kultura života
Kultura života je teološko-filozofski pojam, koji označava zauzimanje za poštovanje i zaštitu života. Papa Ivan Pavao II. prvi put je izgovorio pojam na svom putovanju u SAD 1993. godine. Pri tome je izjavio: "Kultura života znači poštovanje prirode i zaštitu Božjeg djela stvaranja. Na poseban način, znači poštovanje ljudskog života od prvog trenutka začeća do prirodne smrti."
Kultura života je zauzimanjem pozitivnog stava prema životu, stav da je život svet i da potječe od Boga. To je i protivljenje postupcima i ponašanju koje djeluje destruktivno prema ljudskom životu poput: rata, pobačaja, eutanazija, smrtne kazne, kontracepcije, umjetne oplodnje, kloniranja, eksperimentiranja i usmrćivanja ljudskih embrija, sakaćenja i mučenja.
Papa Ivan Pavao II. spomenuo je kulturu života i u enciklici Evangelium Vitae 1995. godine: "U našem današnjem društvenom kontekstu, obilježenom dramatičnom borbom između kulture života i kulture smrti, postoji potreba razviti duboki kritički osjećaj sposoban prepoznati istinite vrijednosti i autentične potrebe." Pri tome je prvi put upotrijebio izraz "kultura smrti". Taj pojam označava podupiranje pobačaja i eutanazije, a u širem kontekstu ponekad se upotrijebljava za genocid nacista nad Židovima i sovjetskih komunista nad protivnicima režima.
Izraz kultura života ponekad se spominje i u američkoj politici. Prvi put spomenuo ga je bivši američki predsjednik George Bush za vrijeme predsjedničke kampanje 3. listopada 2000. godine: "Svakako, da ova nacija može zajednički promicati vrijednosti života. Svakako možemo se boriti protiv ovih zakona koji potiču liječnike ili im dozvoljavalju da oduzmu život starijim ljudima. Svakako možemo raditi zajedno na uspostavi kulture života pa će mladići koji misle da puškom mogu uzeti život svog susjeda, shvatiti da Amerika nije tako zamišljena."
Djelovanjem na području kulture života u Hrvatskoj istaknuli su se: monsinjor Marko Majstorović, don Anto Baković, Ante Čaljkušić i pavlin Marko Glogović.

## Unutarnje poveznice
- Katolički pogled na pobačaj
- Pro-life pokret
- Natalizam
- Pravo na život